# Vila Matilde (métro de São Paulo)
Vila Matilde (en portugais : Estação Vila Matilde) est une station de la ligne 3 (Rouge) du métro de São Paulo. Elle est accessible par la rua colonel Pedro Dias de Campos dans le quartier Vila Matilde à São Paulo au Brésil.

## Situation sur le réseau

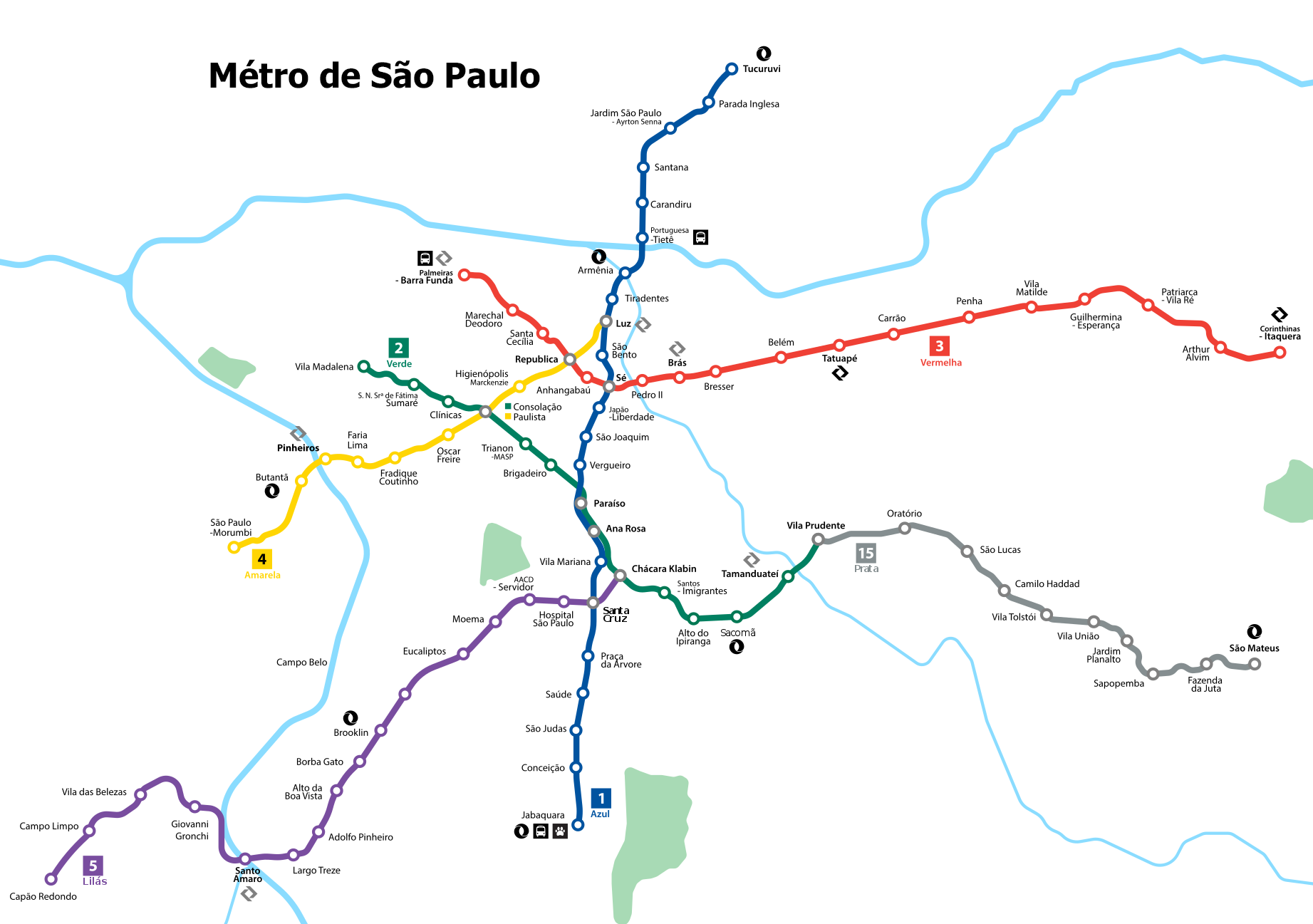
Plan du Métro de São Paulo 2020.

Établie en surface, la station Vila Matilde est située sur la ligne 3 du métro de São Paulo (rouge), entre les stations : Penha, en direction du terminus Palmeiras-Barra Funda, et Guilhermina-Esperança, en direction du terminus de Corinthians-Itaquera.

## Histoire
La station Vila Matilde est inaugurée le 27 août 1988. C'est une station de surface avec un quai central accessible par une mezzanine de distribution. Elle est conçue en structure béton apparente avec une couverture par un treillis métallique. Les cheminements sont accessibles aux personnes à mobilité réduite (ascenseurs) et connectés avec un terminus d'autobus urbaine. Elle dispose de 8 970 m2 de surface construite et elle est prévue pour absorber jusqu'à 20 000 voyageurs en heure de pointe.

## Services aux voyageurs

### Accès et accueil
L'entrée principale de la station est située sur la rua colonel Pedro Dias de Campos dans le quartier Vila Matilde. Elle est accessible aux personnes à la mobilité réduite.

### Desserte
| Ligne                         | Terminus                                         | Stations | Intervalle entre les trains (min) | Opération                                                                 |
| ----------------------------- | ------------------------------------------------ | -------- | --------------------------------- | ------------------------------------------------------------------------- |
| Ligne 3 du métro de São Paulo | Palmeiras - Barra Funda ↔ Corinthians - Itaquera | 18       | 2                                 | Tous les jours, de 4h40 à 0h. Le samedi, jusqu'à 1h du matin le dimanche. |

### Intermodalité
Une passerelle relie la mezzanine de la station avec un terminus de bus.